# 法國語言
法國語言是指法國境內使用的各種語言，法語是法國唯一的官方語言，但是許多居民也使用不同的方言。因為許多外國人移居法國，所以許多外來語言也在法國境內使用。

## 語言
法國本土境內使用的語言包括：
- 印欧语系
  - 罗曼语族
    - 奧依語
      - 勃艮第语
      - 香槟语
      - 弗朗什-孔泰语
      - 法语
      - 加洛语
      - 洛林语
      - 諾曼語
      - 皮卡第语
      - 普瓦图-桑通日语
        - 普瓦图方言
        - 桑通日方言

      - 瓦隆语
      - 安茹语（Angevin）
      - 勒芒语（Manceau）
      - 马耶讷语（Mayennais）

    - 奧克語
      - 维瓦赖-阿尔卑斯方言
        - 芒通方言（Mentonasque）

      - 奧弗涅方言
      - 加斯科涅语
        - 贝阿恩方言
        - 朗德方言（Landais）

      - 朗格多克方言
      - 利穆赞方言
      - 普罗旺斯方言
        - 尼斯方言

    - 法蘭克-普羅旺斯語
      - 布雷斯方言（Bressan）
      - 多菲内方言（Dauphinois）
      - 福雷方言（Forézien）
      - 萨伏伊方言（Savoyard）
      - 汝拉方言（Jurassien）
      - 里昂方言（Lyonnais）

    - 高盧義大利語
      - 利古里亞語

    - 義大利-達爾馬提亞語
      - 科西嘉語

    - 加泰罗尼亚语

  - 日耳曼語族
    - 阿尔萨斯语

法國本土境內方言的分布圖

    - 法國弗拉芒语（Flamand de France）
    - 洛林法兰克语

  - 凱爾特語族
    - 布列塔尼語
- 孤立語言
  - 巴斯克語

## 外部連結
- map of languages of France（页面存档备份，存于）(clickable map)
- Ethnologue report for France
- Délégation générale à la langue française et aux langues de France （页面存档备份，存于）
- Langues de France
- Ikastola Elkartea association of bilingual Basque-French schools
- Diwan Breizh （页面存档备份，存于） association for promotion of Breton
- Calandreta association of bilingual Occitan-French schools
- La Bressola （页面存档备份，存于） Catalan schools
- https://web.archive.org/web/20041212224522/http://www.tlfq.ulaval.ca/axl/europe/france.htm